# Ешберн (Джорджія)
Ешберн (англ. Ashburn) — місто (англ. city) в США, в окрузі Тернер штату Джорджія. Населення — 4291 особа (2020).

## Географія
Ешберн розташований за координатами 31°42′33″ пн. ш. 83°39′9″ зх. д. / 31.70917° пн. ш. 83.65250° зх. д. (31.709191, -83.652424).  За даними Бюро перепису населення США в 2010 році місто мало площу 12,43 км², з яких 12,24 км² — суходіл та 0,19 км² — водойми.

## Демографія
Згідно з переписом 2010 року, у місті мешкали 4152 особи в 1638 домогосподарствах у складі 1074 родин. Густота населення становила 334 особи/км².  Було 1890 помешкань (152/км²).
Расовий склад населення:
| - 65,4 % — чорних або афроамериканців - 30,5 % — білих - 0,6 % — азіатів - 0,2 % — корінних американців - 2,2 % — осіб інших рас |

До двох чи більше рас належало 1,1 %. Частка іспаномовних становила 3,2 % від усіх жителів.
За віковим діапазоном населення розподілялося таким чином: 26,4 % — особи молодші 18 років, 57,3 % — особи у віці 18—64 років, 16,3 % — особи у віці 65 років та старші. Медіана віку мешканця становила 36,3 року. На 100 осіб жіночої статі у місті припадало 81,4 чоловіків;  на 100 жінок у віці від 18 років та старших — 76,0 чоловіків також старших 18 років.
Середній дохід на одне домашнє господарство  становив 34 536 доларів США (медіана — 24 218), а середній дохід на одну сім'ю — 41 213 долари (медіана — 28 783). За межею бідності перебувало 26,4 % осіб, у тому числі 47,1 % дітей у віці до 18 років та 7,9 % осіб у віці 65 років та старших.
Цивільне працевлаштоване населення становило 1191 осіб. Основні галузі зайнятості: освіта, охорона здоров'я та соціальна допомога — 30,4 %, роздрібна торгівля — 17,2 %, будівництво — 15,4 %.